# Neisser Bent
Neisser Bent, född 7 augusti 1976 i Nueva Gerona, är en kubansk före detta simmare.
Bent blev olympisk bronsmedaljör på 100 meter ryggsim vid sommarspelen 1996 i Atlanta.